# Leichtathletik-Weltmeisterschaften 2022/Teilnehmer (Luxemburg)
| Gelbes Symbol für Goldmedaillen mit stilisierten Olympischen Ringen | Graues Symbol für Silbermedaillen mit stilisierten Olympischen Ringen | Braundes Symbol für Bronzemedaillen mit stilisierten Olympischen Ringen |
| ------------------------------------------------------------------- | --------------------------------------------------------------------- | ----------------------------------------------------------------------- |
| —                                                                   | —                                                                     | —                                                                       |

Der Leichtathletikverband von Luxemburg nahm an den Leichtathletik-Weltmeisterschaften 2022 in Eugene teil. Eine Athletin und ein Athlet wurden vom luxemburgischen Verband nominiert.

## Ergebnisse

### Männer

#### Laufdisziplinen
| Athlet          | Disziplin | Vorlauf     | Vorlauf | Halbfinale  | Halbfinale | Finale | Finale |
| Athlet          | Disziplin | Zeit        | Platz   | Zeit        | Platz      | Zeit   | Platz  |
| --------------- | --------- | ----------- | ------- | ----------- | ---------- | ------ | ------ |
| Charles Grethen | 1500 m    | 3:36,51 min | 14      | 3:40,41 min | 21         | DNQ    | DNQ    |

### Frauen

#### Laufdisziplinen
| Athletin               | Disziplin | Vorlauf | Vorlauf | Halbfinale | Halbfinale | Finale | Finale |
| Athletin               | Disziplin | Zeit    | Platz   | Zeit       | Platz      | Zeit   | Platz  |
| ---------------------- | --------- | ------- | ------- | ---------- | ---------- | ------ | ------ |
| Patrizia van der Weken | 100 m     | 11,34 s | 36      | DNQ        | DNQ        | –      | –      |